# Loporzano
Loporzano è un comune spagnolo di 488 abitanti situato nella comunità autonoma dell'Aragona.

Fa parte della comarca della Hoya de Huesca.

## Monumenti d'interesse
- Chiesa di San Salvador, dove è conservato il tabernacolo del monastero di Monte Aragón.